# 八重町
八重町（やえちょう）は、広島県山県郡にあった町。現在の山県郡北広島町の一部にあたる。
道路交通の利便性が向上し、有田、後有田、今田、有間を中心に八重市街が形成され、警察分署、裁判所出張所なども設置されて、山県郡東部の中心地として発展した。

## 地理
- 河川：志路原川（江の川）[1]

## 歴史
- 1889年（明治22年）4月1日、町村制の施行により、山県郡石井谷村、有田村、古保利村、春木村、今田村、後有田村、寺原村、有間村が合併して村制施行し、八重村が発足[1][2]。
- 1909年（明治42年）可部貯蓄銀行八重支店開設[1]。
- 1920年（大正9年）八重農業倉庫設立[1]。
- 1922年（大正11年）1月1日、町制施行して八重町となる[1][2]。
- 1924年（大正13年）芸備銀行代理店開設[1]。
- 1954年（昭和29年）11月3日、山県郡壬生町、南方村、本地村、川迫村と合併し、千代田町を新設して廃止された[1][2]。

## 産業
- 農業、林業[1]

## 教育
- 1922年（大正11年）山形郡実業学校（現広島県立千代田高等学校）開校[1]。1923年、県立八重実業学校に改組[1]。
- 1923年（大正12年）県立八重実科高等女学校開校[1]。